# Chirosia bisinuata
Chirosia bisinuata este o specie de muște din genul Chirosia, familia Anthomyiidae. A fost descrisă pentru prima dată de Tiensuu în anul 1939. Conform Catalogue of Life specia Chirosia bisinuata nu are subspecii cunoscute.